# Aghiasma
L'aghiasma o agiàsma (in greco αγίασμα?, agíasma; in turco ayazma)

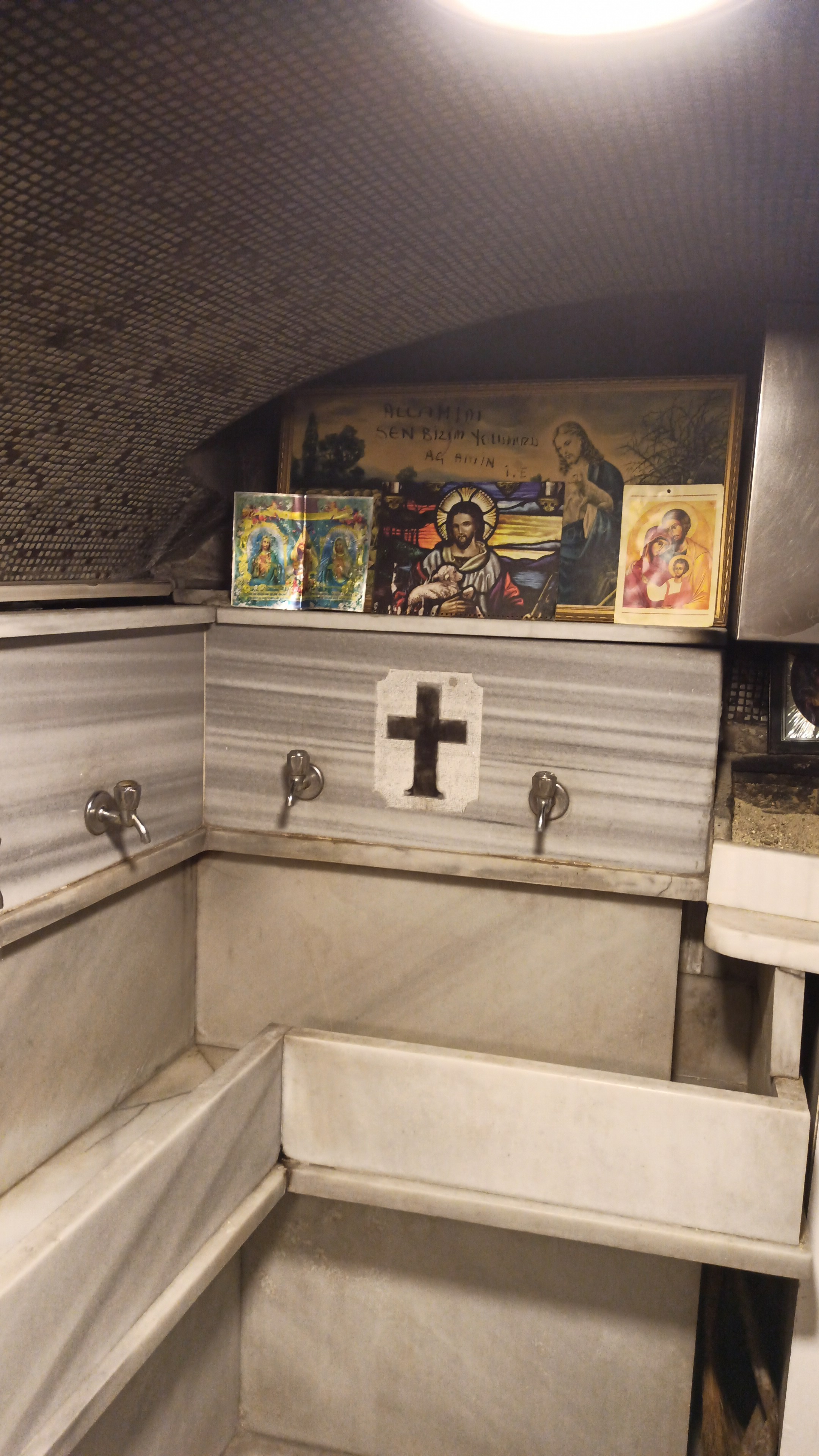
L'Aghiasma di Agia Photini a Yeşilköy

è una fonte sacra greco ortodossa di particolare significato religioso o spirituale, oggetto talvolta di pellegrinaggi.
Il rito dell'aghiasma, praticato nel mondo bizantino, consisteva nell'immersione da parte del credente in una piscina per ottenere la guarigione.

## Leaghiasmatadi Istanbul

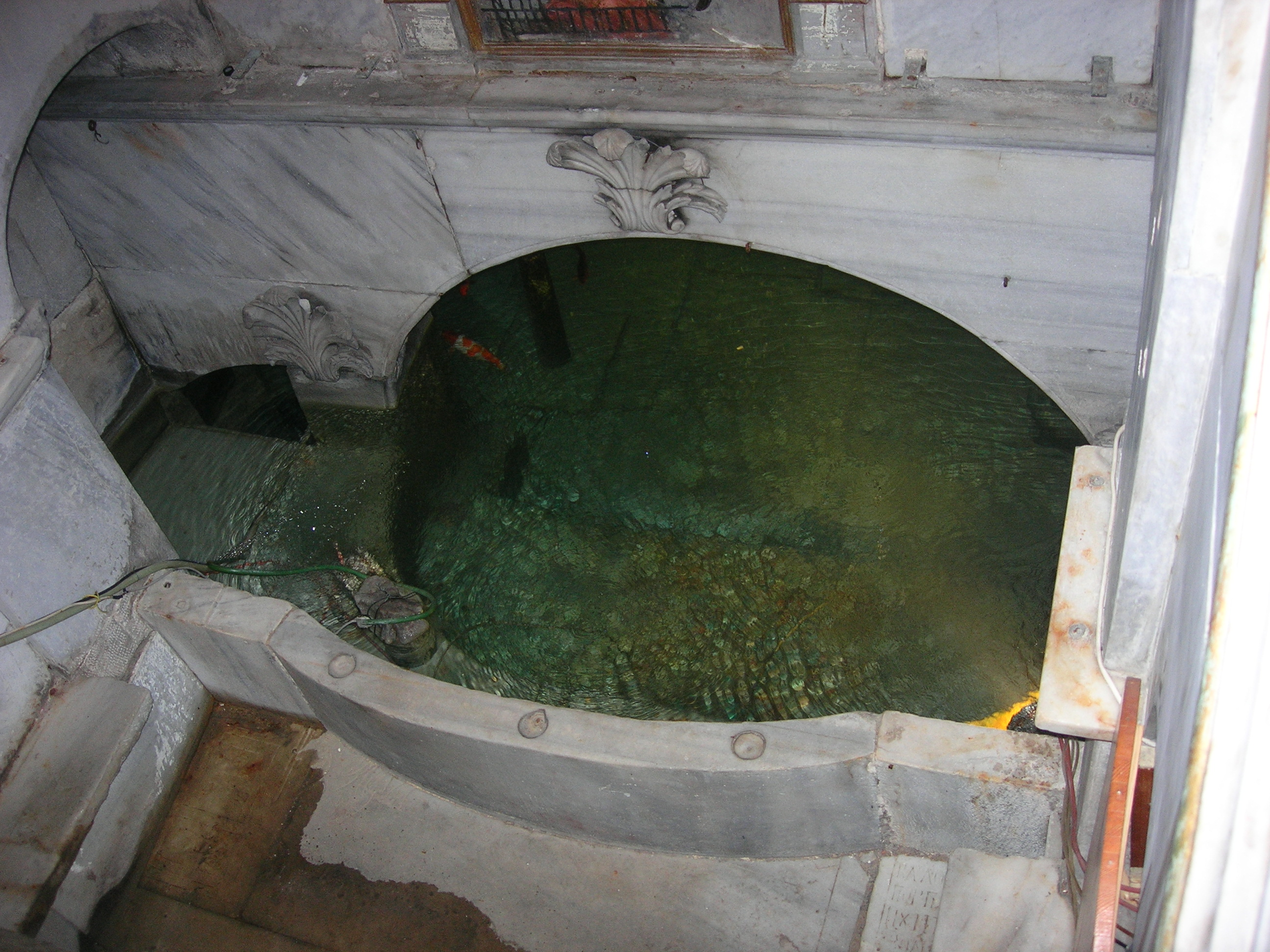
Laghiasma di Santa Maria della fonte

Famose aghiasmata a Istanbul sono quelle situate presso le chiese di Santa Maria della Fonte e Santa Maria delle Blacherne, entrambe importanti mete di pellegrinaggi ortodossi. Ci sono inoltre diverse aghiasmata di importanza locale, come quella risalente al periodo bizantino e dedicata ad Agia Fotini situata nel sotterraneo di una casa a Yeşilköy. Come spesso accade a Istanbul per luoghi di preghiera, le aghiasmata di Istanbul sono un esempio di sincretismo religioso, essendo visitate da persone di tutte le religioni, che vi si recano per pregare e chiedere grazie.